# Ofusato
Ofusato (jap. 承察度, Shōsatto, oder Ufusato; † 1398 in Korea) war Gründer und erster König des Königreichs Nanzan auf Okinawa.
Anfang des 14. Jahrhunderts gab es auf Okinawa keine zentrale politische Gewalt, sondern nur eine Reihe lokaler Häuptlinge, die sich lose einem obersten Fürsten unterstellten. Einer dieser Häuptlinge war Ofusato, der sich nach der Amtsübernahme Tamagusukus als oberster Fürst mit einigen Getreuen von diesem lossagte. Von seinem Machtzentrum, der Burg Ōzato, aus dehnte er seinen Einfluss über einen Teil des südlichen Okinawa aus und rief schließlich im Jahr 1337 das Königreich Nanzan aus. Bereits 1322 hatte sich im Norden das Königreich Hokuzan von dem Reich Chūzan unter Tamagusuku losgesagt.
Die historischen Quellen geben Ofusatos Regierungszeit vom Jahr 1337 bis zu seinem Tod im Jahr 1398 an, was aufgrund der langen Dauer allerdings unwahrscheinlich erscheint. Über die Regierungszeit Ofusatos ist wenig bekannt, außer dass er sich 1388 dem chinesischen Kaiserhof als Herrscher präsentieren ließ und in dessen Tributsystem aufgenommen wurde. Er starb 1398 während eines Aufenthalts in Korea. Sein Bruder Yafuso bestieg anschließend den Thron und ersuchte den chinesischen Herrscher um Anerkennung seiner Herrschaft.